# NGC 1765
NGC 1765 is een lensvormig sterrenstelsel in het sterrenbeeld Goudvis. Het hemelobject werd op 26 december 1834 ontdekt door de Britse astronoom John Herschel.

## Synoniemen
- PGC 16444
- ESO 119-24
- AM 0457-620